# Конвенциональная мудрость
Конвенциональная мудрость или мнение (англ. Conventional wisdom, CW; рус. привычное мышление) — устоявшийся в западной культуре термин, используемый для описания идей или объяснений, которые принимаются в целом как верные общественностью или экспертами в какой-либо области. Такие идеи или объяснения, хотя их придерживается большинство, никто не проверяет. Повседневный общественный дискурс сохраняет свой статус-кво, так как в нём кодифицированы существующие социальные нормы, которые продвигают некое абстрактное общественное благо. Он может также избегать основанной на опыте точки зрения, необходимой во многих профессиях. Потенциальная угроза разрушения дискурса при радикальном изменении может быть минимизирована.

## Происхождение термина
Термин часто приписывают экономисту Джону Кеннету Гэлбрейту, который использовал его в своей изданной в 1958 году книге Общество изобилия (англ. The Affluent Society):

Было бы удобно иметь название для идей, которые ценятся в любое время за свою приемлемость, и этот термин должен быть подчёркнуто предсказуем. Впредь я буду называть такие идеи конвенциональной мудростью.
Оригинальный текст (англ.)It will be convenient to have a name for the ideas which are esteemed at any time for their acceptability, and it should be a term that emphasizes this predictability.  I shall refer to these ideas henceforth as the conventional wisdom.
— John Kenneth Galbraith, The Affluent Society (1958), chapter 2.
В действительности термин намного старше и датируется как минимум 1838 годом.
Понятие конвенциональная мудрость использовалось во многих других работах до Гэлбрейта, иногда в положительном или нейтральном смысле, но намного чаще в уничижительном.

## Соответствие реальности
Конвенциональная мудрость не обязательно верна. Часто она становится препятствием для восприятия новых знаний, внедрению новых теорий и трактовок, и поэтому действует как помеха, которая должна быть преодолена. Надо сказать, что в отличие от нового знания, конвенциональная мудрость имеет свойства, сходные с инерцией, препятствуя внедрению противоположных взглядов, иногда в виде абсурдного отрицания новой информации строго придерживающимися устаревших взглядов людьми. Эта инерция возникает по причине того, что конвенциональная мудрость является производной удобных идей, привлекательных и глубоко укоренившихся в сознании общества, которое держится за эти идеи даже когда они изжили себя. Неизбежным результатом становится то, что эти идеи абсолютно не соответствуют реальности.
Концепция конвенциональной мудрости применяется также в политике. Она используется в уничижительном смысле для описания идей, положения которых стали общепринятыми безотносительно того, верны они или нет.
В более общем смысле понятие относится к считающемуся верным при описании явления, относительно которого вообще-то не существует общепринятого мнения, и используемому для формирования нормативного поведения или убеждений, даже в профессиональной среде. Одним из примеров конвенциональной мудрости была распространённая в 1950-х годах уверенность, даже среди многих врачей, что курение не особенно вредно для здоровья. Конвенциональная мудрость в наше время гласит, что курение вредно. Другой пример: в дискуссиях на технические темы используется конвенциональная мудрость, гласящая, что человек, подвергающийся перегрузке, превышающей 18 g, получает смертельные повреждения. Джон Стэпп разрушил этот миф, неоднократно выдержав во время своих исследований перегрузку более 46 g.
Конвенциональная мудрость сама может быть темой для легенд. Например, широко распространено мнение, будто до Христофора Колумба считалось, что Земля плоская, хотя к моменту путешествия Колумба среди учёных уже давно было общепринято мнение о её сферичности.
Если достаточное количество людей читает и верит в эти факты, вышеперечисленные сентенции становятся конвенциональной мудростью, будучи ложными.

## Отрицание в некоторых областях
Доказательная медицина представляет собой попытку заменить конвенциональную мудрость научными знаниями.

## Инерция
Когда конвенциональная мудрость уже преодолена новыми знаниями, на основе которых уже сформировалась новая конвенциональная мудрость, всё ещё могут оставаться пережитки влияния старой.